# Sosicrate (poète comique)
Pour l'historien, voir Sosicrate.
 (décembre 2020).
Sosicrate (Σωσικράτης), poète de la Nouvelle Comédie grecque, probablement du IIIe siècle av. J.-C.
Il est attesté uniquement par quelques fragments conservés par les sources antiques. Pollux cite deux vers de sa pièce nommée L’Engagement (Παρακαταθήκη), Athénée trois vers des Philadelphes, Φιλάδελφοι. Stobée et Antonius Melissa en citent encore quelques fragments.

## Source
- Hidber T., art. « Sosicrates », in Brill’s New Pauly

## Éditions
- Kassel R., Austin C., Poetae Comici Graeci, t. 7, 1989, Berlin-New York, p. 600-602
- Kock T., Comicorum Atticorum fragmenta, t. 3, Teubner, 1888, p. 391-392